# Mardin degli Armeni
Mardin degli Armeni (łac. Archidioecesis Mardensis Armenorum) – stolica historycznej archidiecezji (archieparchii) w Turcji erygowanej w roku 1708, a zlikwidowanej w roku 29 czerwca 1954 roku. 

## Historia
Diecezja z siedzibą w mieście Mardin, geograficznie położonym w górnej Mezopotamii, od starożytności należała do Apostolskiego Kościoła Ormiańskiego. Od 1708 r. biskupi Marwinu przyjęli zwierzchnictwo papieża (unia kościelna).
W 1890 roku odnotowano około 8000 katolickich Ormian, rozmieszczonych w sześciu parafiach i powierzonych opiece 13 księży ormiańskich.
W wyniku ludobójstwa na początku XX wieku archidiecezja, podobnie jak wszystkie diecezje ormiańskie w Turcji, straciła większość ludności. W trakcie tureckich prześladowań zginął arcybiskup Ignacy Maloyan, beatyfikowany przez papieża Jana Pawła II w 2001 roku. Jego następcy tymczasowo osiedlili się w Bagdadzie, do czasu zniesienia w 1954 roku archieparchii. Jej tureckie terytorium włączono do archieparchii Konstantynopola. Zaś z pozostałych obszarów, położonych poza granicami Turcji,  erygowano archieparchię Bagdadu i eparchię Kamichlié.
Od 1972 r. archieparchię Mardinu zalicza się do tytularnych stolic arcybiskupich Kościoła katolickiego (ustanowiona przez papieża Pawła VI). Jest nieobsadzona od 22 listopada 2017 r.

## Ordynariusze Mardinu

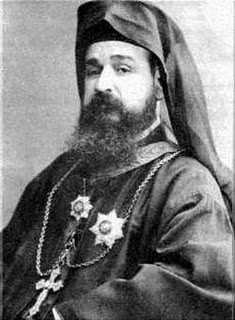
Ignacy Maloyan, arcybiskup Mardinu (1911–1915)

- Melkon Tazbazian (1708 – ok. 1720)
- Mardiros Markar Tahmanian (21 sierpnia 1722 – 1737)
- Melkon Markar Tahmanian (23 stycznia 1740 – 1767)
- Jean Tazbazian (30 kwietnia 1768 – 1769)
- Joseph Balitian (Balitte) (14 listopada 1772 – 1773)
- Pierre Eliazarian (15 maja 1775 – 1787])
- Hovaguim Tazbazian (23 września 1788 – 27 listopada 1836)
- Abraham Candil (27 listopada 1836 – 28 stycznia 1838)
- Joseph Ferrachian (Farrayan) (1838 – 7 września 1854)
- Gabriel Chachatian (2 maja 1855 – 1 grudnia 1863)
- Melkon Nazarian (30 stycznia 1864 – 10 listopada 1900)
- Houssik Gulian (6 stycznia 1902 – 1910)
- Ignacy Maloyan (27 sierpnia 1911 – 11 stycznia 1915)
- Jacques Nessimian (1 lipca 1928 – 5 sierpnia 1933, następnie mianowany biskupem Aleksandrii)
- Loudovik Batanian (5 sierpnia 1933 – 10 sierpnia 1940, następnie mianowany arcybiskupem tytularnym Gabula, od 1962 – patriarcha)
- Nersès Tayroyan (3 maja 1940 – 29 stycznia 1954, następnie mianowany arcybiskupem bagdadzkim)

## Arcybiskupi tytularni
| Lp. | Biskup                       | Funkcja                                          | Od             | Do                |
| --- | ---------------------------- | ------------------------------------------------ | -------------- | ----------------- |
| 1   | Vartán Waldir Boghossian SDB | egzarcha apostolski Ameryki Łacińskiej i Meksyku | 3 lipca 1981   | 18 lutego 1989    |
| 2   | Vartan Kechichian CAM        | biskup pomocniczy ordynariatu Europy Wschodniej  | 17 lutego 2001 | 22 listopada 2017 |